# Kelemen Ferenc (festőművész)
Kelemen Ferenc (Mosonmagyaróvár, 1971 –) magyar festőművész. Realista és impresszionista stílusban alkot, munkáiban a klasszikus festészeti hagyományokat ötvözi a modern látásmóddal, fő médiuma az olaj-vászon technika.

## Életútja
Kelemen Ferenc Mosonmagyaróváron született és él. A festészettel autodidakta módon kezdett foglalkozni, de munkáit a klasszikus mesterekhez méltó technikai tudás és stílusbeli letisztultság jellemzi.[forrás?]
A régi mesterek tiszteletén alapuló látásmódját egyéni festői programmal ötvözi.
Pályája során több mint három évtizede aktív szereplője a nyugat-magyarországi és országos képzőművészeti életnek. Rendszeresen szerepel önálló és csoportos kiállításokon, munkáit hazai és külföldi magángyűjtők is vásárolják.

## Művészete
Festészete realista és impresszionista elemeket ötvöz. Leggyakrabban olajjal dolgozik vászonra, képeit finom, rétegzett lazúros technikával építi fel. Fő témái: természet, ember, hétköznapi pillanatok, valamint a fény, mint kompozíciós és kifejező eszköz.

## Díjai, elismerései
- Moson Megyei Tárlat díja (2022)[3]

## Kiállításai, szereplései
- Dékáni portréfestmények, Mosonmagyaróvár (2025)[4]
- Moson Megyei Tárlat (2022)
- Mosonmagyaróvár, Fehér Ló Közösségi Ház[5]